# Nawahrudak
Nawahrudak (belarussisch Навагрудак oder – altertümlich – Наваградак Nawahradak, russisch Новогрудок Nowogrudok, polnisch Nowogródek, litauisch Naugardukas, jiddisch נאַוואַראַדאָק Navaradok, historisch נאָוואָגרודעק Nowogrudek) ist eine Stadt mit etwa 29.300 Einwohnern (2010) im westlichen Belarus in der Hrodsenskaja Woblasz. Sie ist Hauptsitz und größter Ort des Rajon Nawahrudak.

## Geschichte
Die Stadt entstand am Ende des 10. Jahrhunderts in der Zeit der Kiewer Rus und wurde im 11. Jahrhundert befestigt. Sie hieß damals Nowy Gorodok bzw. Nowgorodok, was „kleine Neustadt“ oder salopp „Neustädtl“ bedeutet. Im 11./12. Jahrhunderts war es eines der Zentren des Fürstentums Goroden. Seit Mitte des 13. Jahrhunderts gehörte das Gebiet dem Großfürstentums Litauen. 1245 nahm der litauische Fürst Mindaugas in Nawahrudak seine Residenz. Möglicherweise wurde er dort 1253 zum König von Litauen gekrönt. Am 24. Februar 1422 heiratete hier der polnische König Władysław II. Jagiełło seine vierte Frau Sophia Holszańska. 1444 erhielt Nawahrudak die Stadtrechte nach Magdeburger Recht. Nawahrudak (zunehmend in der polnischen Schreibweise Nowogródek bekannt) entwickelte sich zur bedeutendsten Stadt Schwarzrutheniens, so dass sie schließlich 1507 der Sitz einer Woiwodschaft und 1581 eines der Gerichtshöfe Litauens innerhalb der durch die Union von Lublin 1569 umgestalteten polnisch-litauischen Adelsrepublik wurde.
Infolge der 3. Teilung Polens 1795 gehörte Nowogródek als Sitz einer Kreisverwaltung im Gouvernement Minsk zum Russischen Reich. Durch den Polnisch-Sowjetischen Krieg und den Friedensvertrag von Riga fiel Nowogródek 1921 an die Zweite Polnische Republik und wurde erneut Hauptstadt einer gleichnamigen Woiwodschaft.
Infolge des deutsch-sowjetischen Nichtangriffspakts besetzte die Rote Armee im September 1939 Nowogródek. Die Stadt wurde der Belarussischen SSR zugeschlagen und in „Nowogrudok“ umbenannt. Beim deutschen Überfall auf die Sowjetunion eroberte die Wehrmacht im Juni 1941 Nowogrudok. Am 3. Juli 1941 ermordete die Einsatzgruppe B in Nawahrudak etwa 100 Juden. Während der deutschen Besetzung wurden am 1. August 1943 elf Märtyrinnen von Nowogródek erschossen. Nawahrudak ist heute unter Historikern vor allem für das Zentrum der jüdischen Partisanenbewegung der Bielski-Brüder bekannt. Durch einen selbst gegrabenen Tunnel entflohen 350  dem Ghetto, von denen die meisten anschließend mit Hilfe der Bielski-Brüder im Wald von Naliboki überlebten. Darunter befand sich auch Rae Kushner, die Großmutter von Jared Kushner, dem Schwiegersohn von Donald Trump. Jahrzehntelang war diese Geschichte im Dorf und im Land weitestgehend unbekannt, auch in der bis vor kurzem noch sowjetisch geprägten Geschichtsschreibung unter Präsident Aljaksandr Lukaschenka, welche die jüdische Herkunft der Opfer verschweigt. Mittlerweile entstehen aus Eigenregie auf dem Gelände des ehemaligen Ghettos der Stadt verschiedene Denkmäler zu einzelnen Opfern und Geretteten. Auch der Tunnel wurde mittlerweile entdeckt und soll archäologisch aufgearbeitet werden.
Nach der Rückeroberung durch die Rote Armee 1944 wurde die politische Zuordnung nach der Annexion von 1939 wiederhergestellt und Nawahrudak verblieb in der Belarussischen Sowjetrepublik. Die polnischstämmige Bevölkerung wurde vertrieben.
Die 1648 erbaute Synagoge wurde im Zweiten Weltkrieg angezündet und die Ruine nach dem Krieg durch die neuen Machthaber endgültig abgerissen.
Seit der Auflösung der Sowjetunion 1991 gehört Nawahrudak zur Republik Belarus.

## Wappen
Beschreibung: In Rot steht en face (dem Betrachter zugewandt) auf dem grünen aufgebogenem Schildfuß ein blaugeflügelter schwarzgekleideter Mann mit silbernem Schwert in der rechten und einer silbernen Balkenwaage in der linken Hand.

## Bevölkerung und Kultur
Die Kommunikation in Nawahrudak findet auf Belarussisch und Russisch statt. Es gibt orthodoxe und katholische Gottesdienste. In der Stadt lebt auch eine Minderheit muslimischer Lipka-Tataren, die über eine Moschee verfügen.

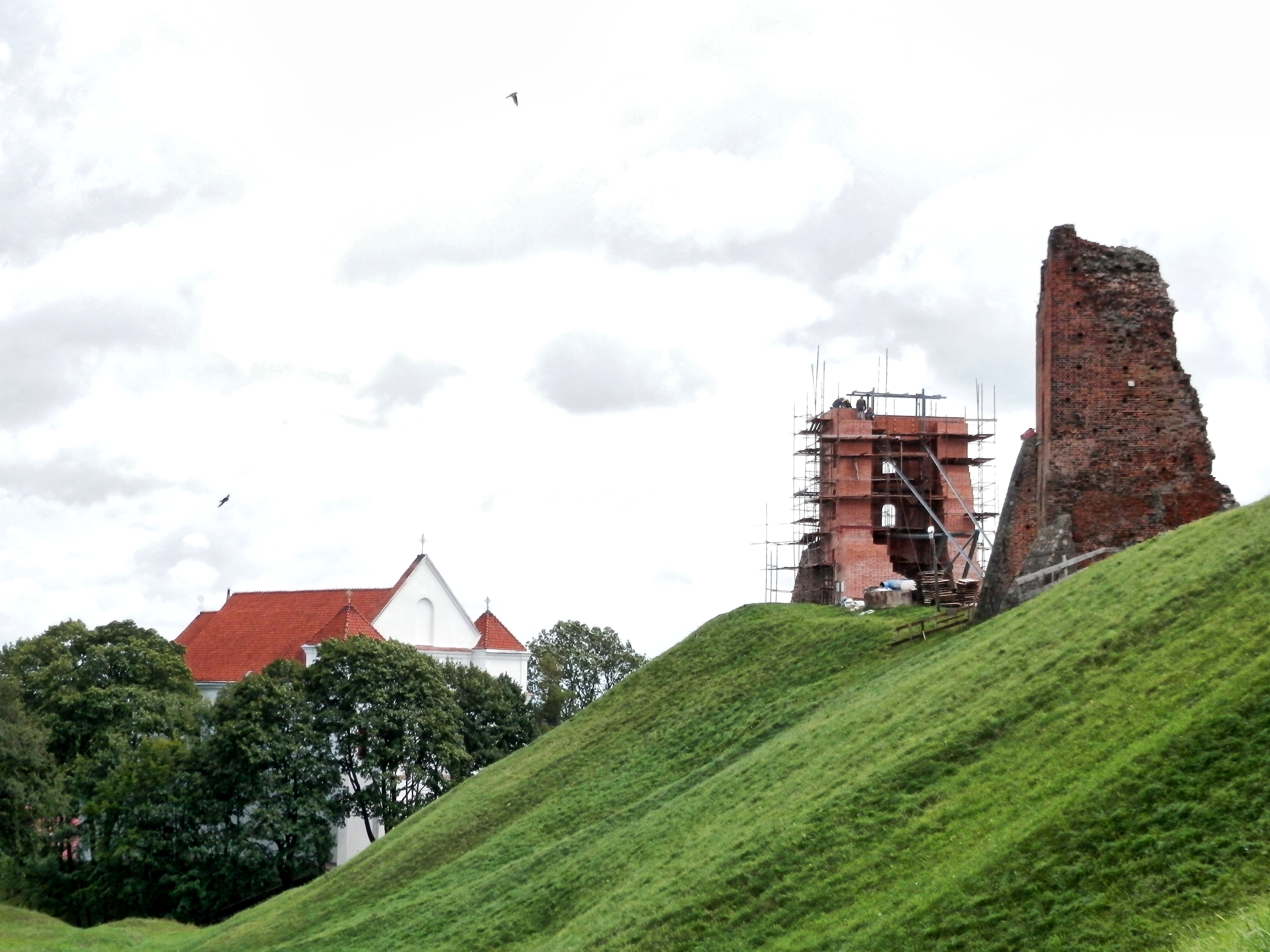
Katholische Christi-Verklärungskirche, im Vordergrund Ruine der Burg Mindaugas
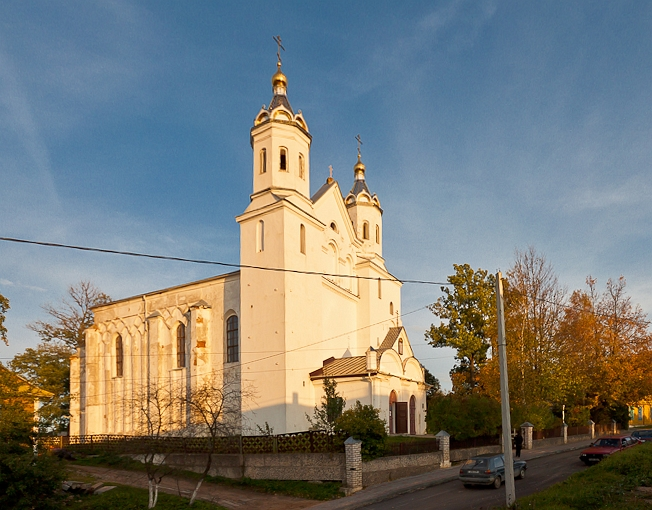
Orthodoxe Kathedrale St. Boris und Gleb (1517–1519)
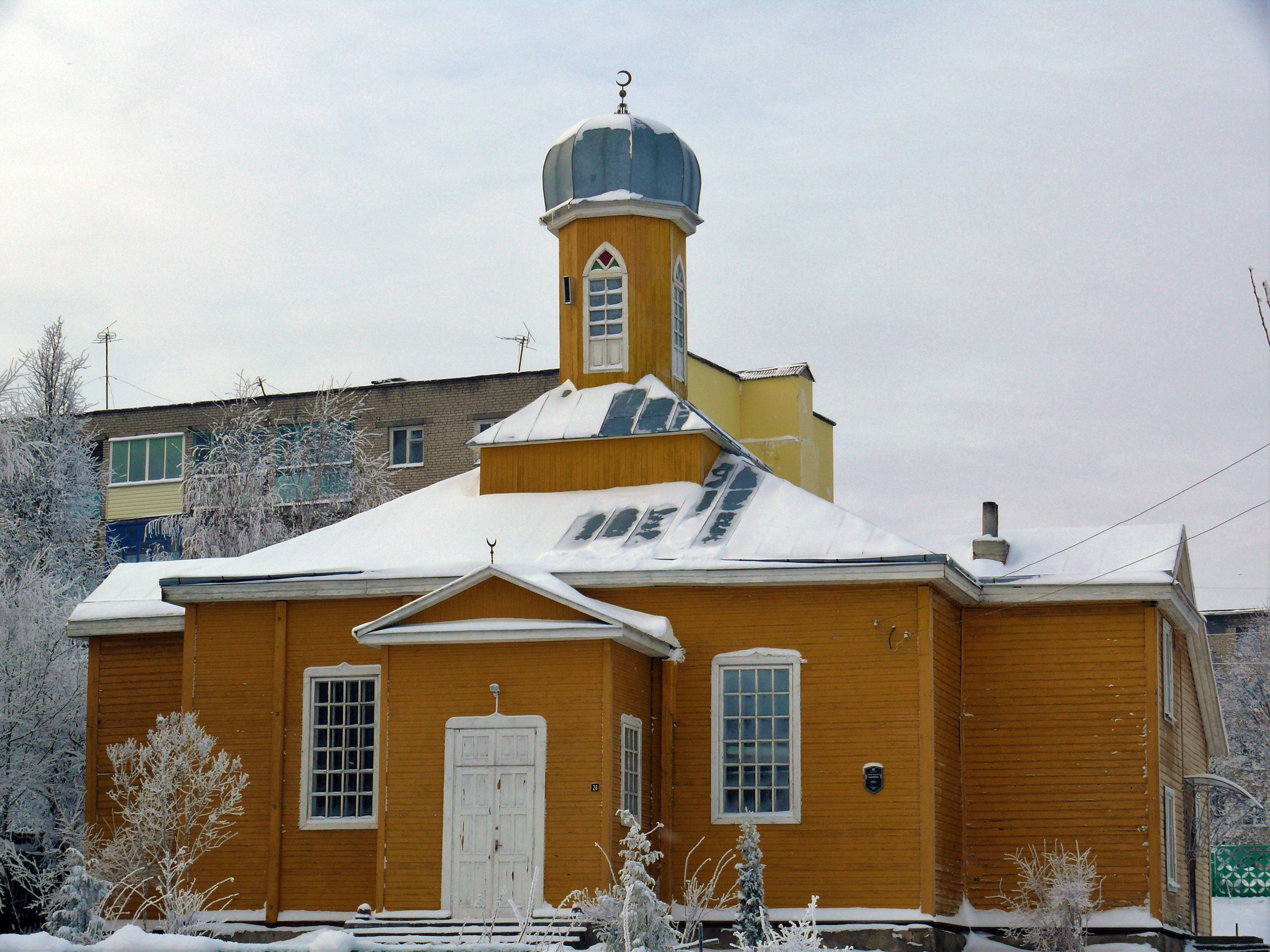
Moschee
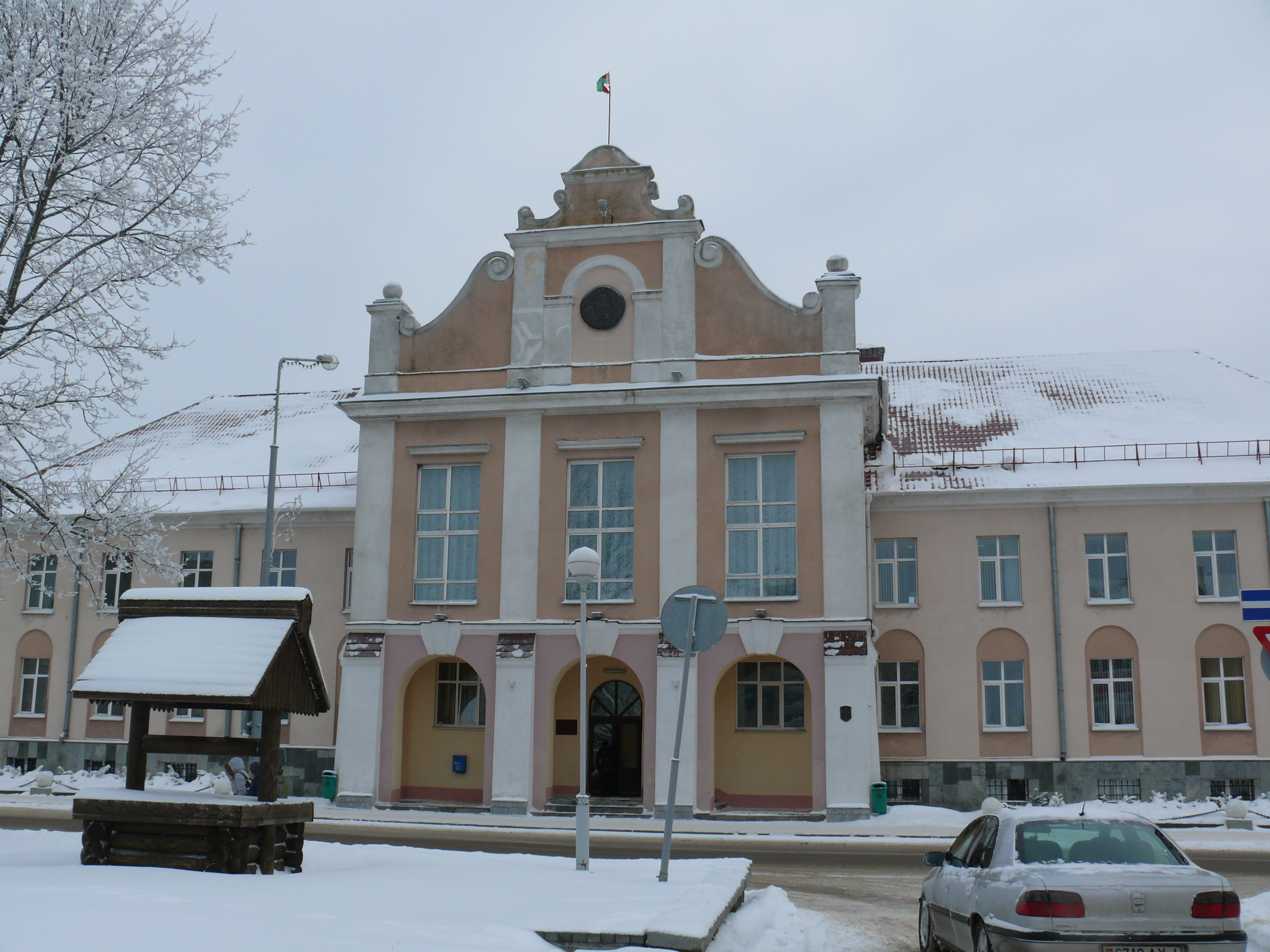
Ehem. Woiwodschaftsgebäude, heute Sitz des Rajons
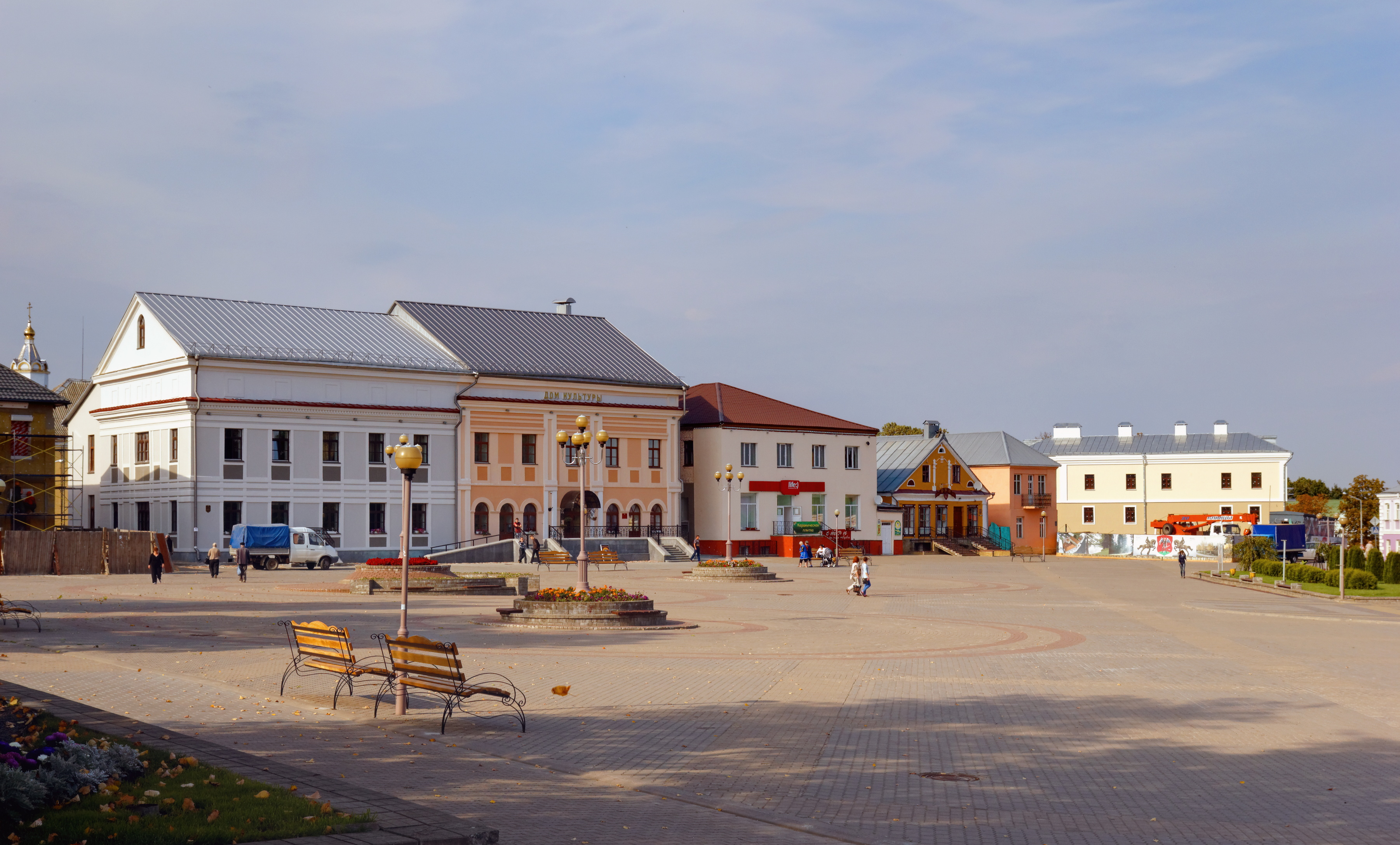
Leninplatz im Zentrum
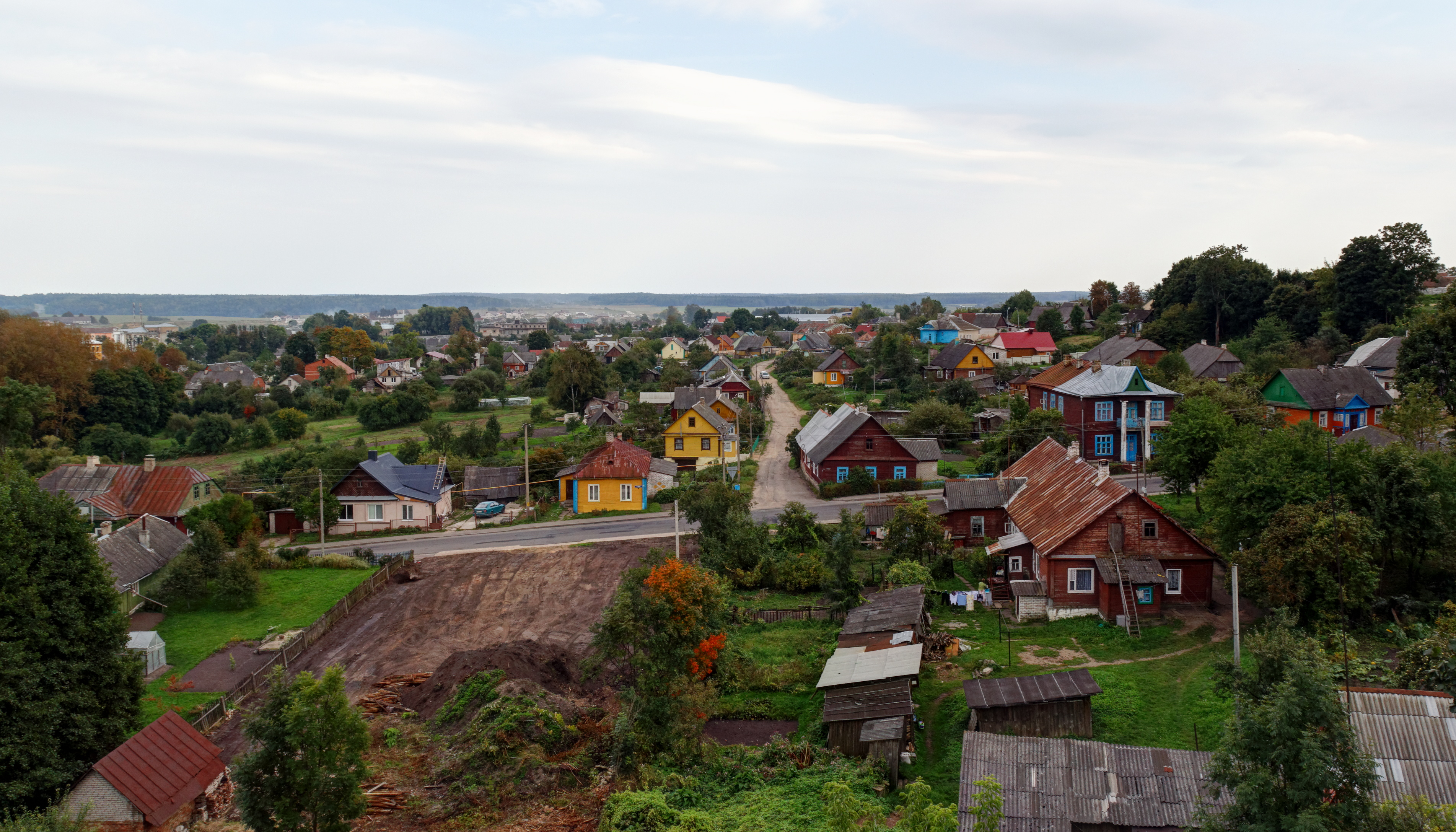
Wohngebiet

## Sehenswürdigkeiten
- Ruinen der Burg des Litauerfürsten Mindaugas aus der Mitte des 13. Jahrhunderts
- orthodoxe ehemalige Kathedrale St. Boris und Gleb aus dem frühen 16. Jahrhundert, eine Hallenkirche der Belarussischen Gotik
- katholische Pfarrkirche der Verklärung des Herrn, 1719–1723 im Barockstil errichtet
- verschiedene Wohnhäuser aus dem 18. und 19. Jahrhundert
- Adam-Mickiewicz-Haus

## Städtepartnerschaften
- Elbląg (Polen)
- Krynica Morska (Polen)
- Prienai (Litauen)

## Personen
- Adam Mickiewicz (1798–1855), polnischer Nationaldichter, wurde 1799 in Nawahrudak getauft. Geboren war er am 24. Dezember 1798 in Zaosie, einem Dorf südlich der Stadt. In Nawahrudak verbrachte er seine Kindheit und erlebte 1812 zunächst den glänzenden Einmarsch und wenige Monate später das furchtbare Elend der geschlagenen Napoleonischen Soldaten.
- Julian Korsak (1806 oder 1807–1855), polnischer Dichter und Schriftsteller
- Alexander Harkavy (1863–1939), geboren in Nawahrudak, wurde Schriftsteller, Lexikograph und Linguist. Besonders nach seiner Emigration in die USA machte er sich um die Erforschung und Pflege der jiddischen Sprache verdient.
- Lazar Gulkowitsch (1898–1941), jüdischer Philologe, geboren in Zirin.
- Die jüdischen Brüder Bielski, mit Vornamen Tuvia (1906–1987), Asael (1908–1945), Alexander Zeisal (1912–1995) und Aharon (geb. 12. Juli 1927), geboren in Stankiewicze, einem Dorf in der Nähe,[6] gründeten 1941/42 die Bielski-Partisanen.
- Aljaksandr Turtschyn (* 1975), Politiker
- Tazzjana Schyntar (* 1983), Biathletin